# Gomila, Mirna
Gomila este o localitate din comuna Mirna, Slovenia, cu o populație de 79 de locuitori.